# Kückückskind
Kückückskind ist ein deutscher Fernsehfilm von Christoph Schnee aus dem Jahr 2013 über eine deutsche und eine türkische Familie, deren Kinder bei der Geburt vertauscht wurden. Die Hauptrollen sind mit Natalia Wörner, Adnan Maral, Ava Celik, Robert Alexander Baer, Şiir Eloğlu und Nicki von Tempelhoff besetzt.

## Handlung
Die erfolgreiche Modedesignerin und Boutiquebesitzerin Antonia Greve und ihr Ex-Mann Claus haben einen 15-jährigen Sohn Dominik, der Cello spielt und sich Mahatma Gandhi als Vorbild ausgesucht hat. Erdal und Hatice Güngör haben neben ihrer 15-jährigen Tochter Ayşe zwei weitere Töchter. Bei einem Krankenhausaufenthalt von Dominik kommt heraus, dass er nicht der leibliche Sohn von Antonia und Claus ist, sondern vielmehr im Krankenhaus am Tag seiner Geburt mit Ayşe vertauscht worden ist.
Die beiden Familien verabreden, dass die Teenager probeweise für zwei Wochen ihre Familien tauschen und bei den jeweils leiblichen Eltern wohnen sollen. Dabei werden beide Jugendlichen mit einer ihnen unbekannten Welt konfrontiert. Während Dominik versucht, das Verhalten eines typisch türkischen Jungen zu lernen und die Rolle als folgsamer Sohn einzunehmen, freut sich Ayşe über die gewonnene Freiheit und über finanzielle Möglichkeiten, die sie so nicht kannte. Bei einer misslungenen Party, die Ayşe im Haus ihrer leiblichen Mutter gibt, werden sämtliche Kostüme und Kleider für die Modenschau am übernächsten Tag zerstört. Nur mit Hilfe der Güngörs schafft man es, die Modenschau zu retten, was auch dazu beiträgt, beide Familien zu vereinen.

## Produktion
Produziert wurde diese Komödie von der Firma Dor Film Köln. Drehzeit war vom 26. März bis 25. April 2013 in Köln.

## Rezeption

### Veröffentlichung, Quote
Bei der Fernsehpremiere am 29. Januar 2014 im ZDF erzielte der Film eine Reichweite von 5,35 Mio. Zuschauern, was einem Marktanteil von 16,2 % entspricht.

### Kritik
Rainer Tittelbach vergleicht den Film mit Produktionen wie Meine verrückte türkische Hochzeit, Liebeskuss am Bosporus und Türkisch für Anfänger, sieht jedoch auch Unterschiede:

„[Der Film] geht somit weit über eine deutsch-türkische Oberflächenwitzigkeit hinaus. Diese kulturellen Klischees und das lustvolle Spiel mit ihnen dürfen allerdings auch nicht fehlen – sie sind das Salz in der beilagenreichen Komödiensuppe.“

Julian Miller von Quotenmeter.de dagegen überzeugt insbesondere die überspitzte Darstellung des in die türkische Kultur nun eingeführten Dominiks nicht wirklich: 

„Der Film ist zwar sicherlich mehr als ein Sammelsurium abstruser Zufälle und noch abstruserer Charaktere geworden. Aber gerade was die (teilweise ja notwendige) Überzeichnung der Figuren angeht, überschreitet das dramaturgische Konstrukt hier häufig ein kritisches Maß. … Der deutsche Teenager Dominik … wird von diesem Drehbuch so stark stereotypisiert, dass jedwede Glaubwürdigkeit abhanden kommt.“

Ulrich Feld von der Frankfurter Neue Presse fasste seine Kritik in dem Satz zusammen: „Der Multikulti-Komödie um vertausche Kinder geht trotz vereinzelt guter Einfälle leider ziemlich bald die Puste aus.“ Zwar sei dies auf den „ersten Blick“ eine „hübsche Geschichte“, teilweise komme es sogar zu „richtig schönen Gags“ und „anrührenden Szenen“, dennoch bleibe der Film „hinter seinen Möglichkeiten zurück“. Der Geschichte fehle es „an Stringenz“, die „Erzählfäden [seien] teilweise nur wenig miteinander verknüpft“, wodurch die Handlung zerfalle. Allerdings bleibe der Film „wegen der sehr gekonnt spielenden türkischen Darsteller sehenswert: Besonders Ava Celik als Ayse überzeug[e]“.
TV Spielfilm sprach von einem „nette[n] deutsch-türkische[n] Perspektivwechsel“, der „etwas ziellos“ und „nicht frei von Stereotypen und zum Ende mau“ sei, „aber gerade von den Darstellern der türkischen Familie mit Herz und Laune dargeboten“ werde. „Nicht jeder Gag sitz[e], und die betont flotte Inszenierung nerv[e] bisweilen, sei insgesamt aber doch ein ‚Schepaß‘.“ Fazit: „Kültür-Clash, mal flach, dann wieder treffend.“